# Ист-Бетел
Ист-Бетел (англ. East Bethel) — город в округе Анока, штат Миннесота, США. По данным переписи за 2010 год число жителей города составляло 11 626 человек.

## Географическое положение

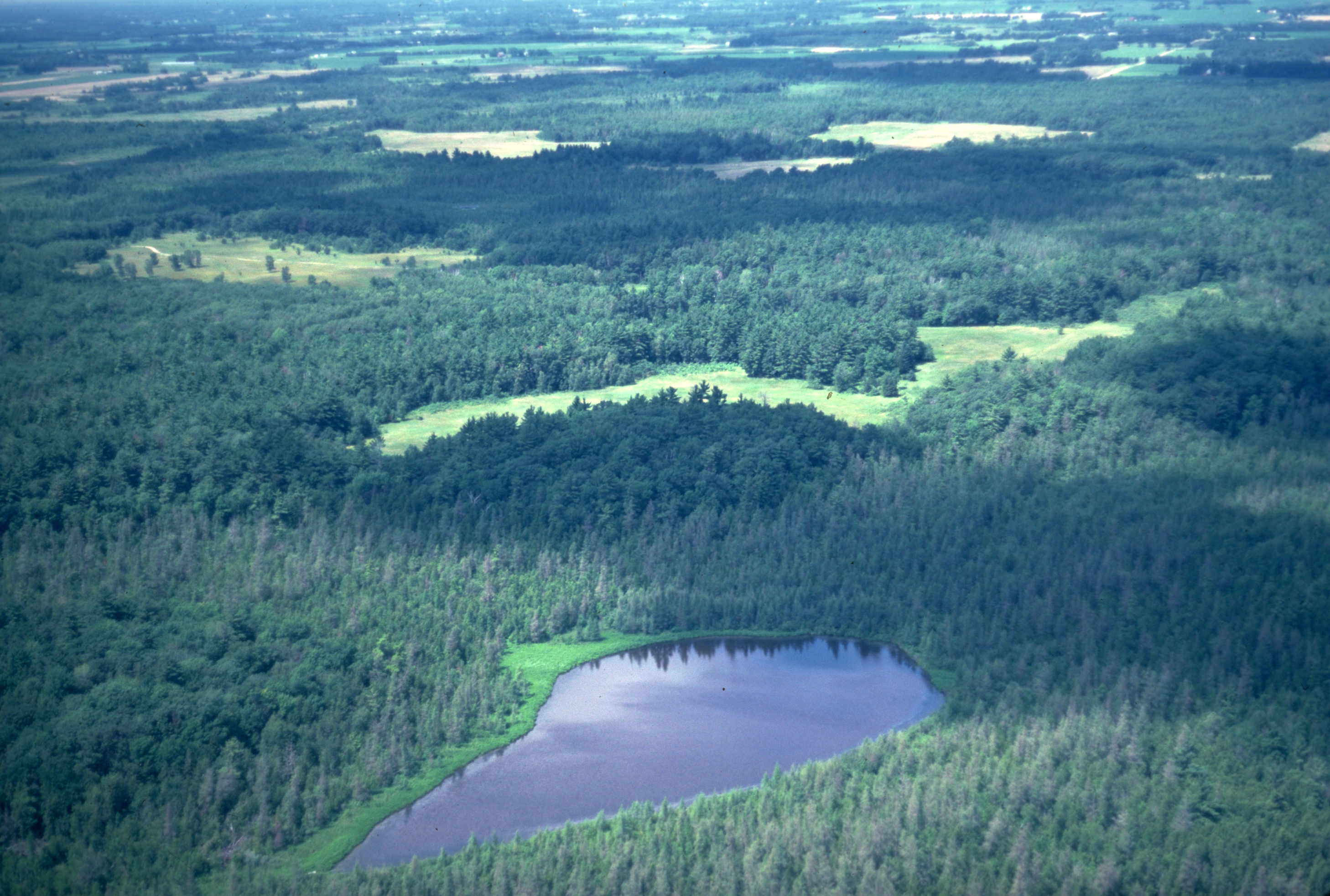
Экологический резерват в Седар-Крик на территории города Ист-Бетел

По данным Бюро переписи населения США город имеет общую площадь в 124,24 км² (116,03 км² — суша, 8,21 км² — вода).

## История
Современная территория города Ист-Бетел принадлежала индейцам чиппева до XIX века. В 1837 году США купили земли к востоку от Миссисипи. Первые поселенцы появились на территории города в 1850-х и были квакерами, однако после столкновения с индейцами они покинули местность. Новые поселенцы появились только через несколько лет. В 1858 году местность была инкорпорирована как тауншип, в том же году штат Миннесота вошёл в Союз. Ист-Бетел был инкорпорирован как деревня 7 июня 1959 года, а 1 января 1974 года как город.

## Население
| Год переписи | Нас.  |  | %±     |
| ------------ | ----- |  | ------ |
| 1960         | 1408  |  | —      |
| 1970         | 2586  |  | 83,7%  |
| 1980         | 6626  |  | 156,2% |
| 1990         | 8050  |  | 21,5%  |
| 2000         | 10941 |  | 35,9%  |
| 2010         | 11626 |  | 6,3%   |
| 2016         | 11713 |  | 0,7%   |

По данным переписи 2010 года население Ист-Бетела составляло 11 626 человек (из них 52,2 % мужчин и 47,8 % женщин), в городе было 4060 домашних хозяйств и 3221 семья. На территории города было расположено 4237 постройки со средней плотностью 34,1 постройки на один квадратный километр суши. Расовый состав: белые — 95,9 %, афроамериканцы — 0,4 %, азиаты — 1,6 %, коренные американцы — 0,5 %.
Население города по возрастному диапазону по данным переписи 2010 года распределилось следующим образом: 26,2 % — жители младше 18 лет, 3,9 % — между 18 и 21 годами, 62,9 % — от 21 до 65 лет и 7,0 % — в возрасте 65 лет и старше. Средний возраст населения — 38,6 лет. На каждые 100 женщин в Ист-Бетеле приходилось 109,1 мужчин, при этом на 100 совершеннолетних женщин приходилось уже 110,1 мужчин сопоставимого возраста.
Из 4060 домашних хозяйств 79,3 % представляли собой семьи: 66,9 % совместно проживающих супружеских пар (29,9 % с детьми младше 18 лет); 5,8 % — женщины, проживающие без мужей и 6,6 % — мужчины, проживающие без жён. 20,7 % не имели семьи. В среднем домашнее хозяйство ведут 2,86 человека, а средний размер семьи — 3,15 человека. В одиночестве проживали 14,4 % населения, 3,6 % составляли одинокие пожилые люди (старше 65 лет).

## Экономика
В 2016 году из 9202 человек старше 16 лет имели работу 6707. При этом мужчины имели медианный доход в 60 720 долларов США в год против 44 495 долларов среднегодового дохода у женщин. В 2014 году медианный доход на семью оценивался в 100 345 $, на домашнее хозяйство — в 90 134 $. Доход на душу населения — 34 094 $ в год.